# Jarbas de Lery Santos
Jarbas de Lery Santos (Rio Novo, 2 de novembro de 1897 — Juiz de Fora, 3 de janeiro de 1963) foi um político brasileiro. Exerceu o mandato de deputado federal constituinte por Minas Gerais em 1946.